# Éric Vigner
 (octobre 2018).
 (octobre 2018).
Éric Vigner, né le 27 octobre 1960 à Rennes, est un homme de théâtre français, metteur en scène, acteur et scénographe.

## Biographie

### Études
Après des études supérieures d'arts plastiques à l’Université de Rennes (CAPES), Éric Vigner étudie l’art dramatique à l’École de la rue Blanche, puis continue son cursus au Conservatoire national supérieur d'art dramatique de Paris.

### Compagnie Suzanne M. Éric Vigner
En 1990, il fonde la Compagnie Suzanne M. Éric Vigner avec La Maison d’Os de Roland Dubillard qu’il crée dans une usine désaffectée d’Issy-les-Moulineaux comme un manifeste esthétique, artistique et politique du théâtre qu’il désire produire. Il s'agit pour lui de travailler à partir de l’écriture contemporaine, classique, dramatique ou poétique et de la confronter dans un rapport dialectique à la réalité des lieux qu’il investit : usine, cinéma, cloître, tribunal, musée ou théâtre à l’italienne. Dans son projet, il explique vouloir "Placer le spectateur dans le corps même de l’écriture." Au Festival d’Automne 1991, il recrée La Maison d’Os dans les fondations de la Grande Arche de la Défense à Nanterre.

### Rencontre avec Marguerite Duras
Éric Vigner rencontre Marguerite Duras en 1993 lorsqu’il produit La Pluie d’été, livre de cette dernière écrit deux ans plus tôt. Cette première adaptation de son livre à la scène est largement saluée par l’auteur et marquera le début d’une filiation artistique pour le metteur en scène. "Duras m’a donné les fondamentaux et le vocabulaire du théâtre que je veux faire dans son rapport à la littérature." Au fil des années, Éric Vigner crée Savannah Bay à la Comédie-Française, Salle Richelieu, pour l’entrée de l’auteur au répertoire, La Bête dans la Jungle au Kennedy Center, pour le French Festival à Washington, Pluie d’été à Hiroshima au Cloître des Carmes pour le 60e Festival d’Avignon et Gates to India Song pour le Festival Bonjour India 2013.

### Lorient, un projet politique
Éric Vigner est nommé à Lorient en 1996. À l'invitation de Jean-Yves Le Drian, il quitte Paris pour construire et inventer une politique artistique et culturelle dans une ville populaire en quête d'avenir. Avec sa sœur, Bénédicte Vigner, ils mettent en place un projet artistique consacré à la découverte, à l’accompagnement et à la production d’une nouvelle génération d’hommes et de femmes de théâtre dont certains assument aujourd’hui des responsabilités nationales au service du théâtre public (Éric Ruf, Arthur Nauzyciel, Chloé Dabert, Marc Lainé, Daniel Jeanneteau). Les artistes graphiques M/M (Paris) participent à la construction d'une nouvelle identité. Le théâtre, aménagé dans un ancien cinéma d’art et d’essai, est baptisé du nom de CDDB-Théâtre de Lorient.

### Le Grand Théâtre
Le CDDB-Théâtre de Lorient devient Centre Dramatique National en 2002 avec la construction du Grand Théâtre (1038 places) par l’architecte Henri Gaudin. En s’inscrivant dans l’histoire de la ville - fondée en 1666 pour implanter la seconde compagnie des Indes orientales - Lorient devient un port d’attache pour développer des liens de productions avec l’international. Éric Vigner crée des pièces du répertoire français classique et contemporain dans les langues des pays étrangers : "Le Bourgeois Gentilhomme" de Molière et Lully en Corée du Sud, avec le Théâtre National à Séoul (Prix France/Corée 2004), "Le Barbier de Séville" de Beaumarchais en Albanie, avec le Théâtre National à Tirana, "Dans la solitude des champs de coton" de Bernard-Marie Koltès aux États-Unis, pour l'ouverture du "U.S. Koltès Project" au 7 Stages Theater à Atlanta, "Le Vice-Consul" et "India Song" de Duras à Bombay, Calcutta et New Delhi - "reprendre les voies maritimes liées à l'histoire de Lorient et commercer à nouveau : commercer au sens noble du terme - celui de l'échange, du partage et de la connaissance".

### L'Académie Internationale de Théâtre
Fort du constat que les scènes françaises n'étaient pas représentatives de la jeunesse française dans sa diversité et sa mixité culturelle, il fonde pour son mandat 2010/13 à Lorient L'Académie Internationale de Théâtre pour 7 jeunes acteurs originaires du Maroc, de Corée du sud, de Roumanie, d’Allemagne, de Belgique, du Mali et d’Israël. Au sein du Centre Dramatique National, l’Académie est conçue comme un espace de transmission, de recherche et de production sur trois ans. Éric Vigner invite des chercheurs, philosophes, scientifiques, artistes venus d’autres horizons. Trois œuvres, "La Place royale" de Pierre Corneille, "Guantanamo" de Frank Smith et "La Faculté" que le cinéaste Christophe Honoré écrit spécialement pour l’Académie, constituent le répertoire de cette jeune troupe cosmopolite (200 représentations).

### CDDB + Grand Théâtre = Le Théâtre de Lorient
En 2011, le maire de Lorient, en accord avec le Ministère de la Culture, confie à Éric Vigner la direction artistique d’un projet pluridisciplinaire, regroupant l’activité du Centre Dramatique national et celle du Théâtre municipal. Éric Vigner conçoit Le Théâtre de Lorient comme une maison d’artistes. Aux metteurs en scène associés au Centre Dramatique National : Christophe Honoré, Madeleine Louarn et Marc Lainé, se joignent à Boris Charmatz pour la danse et Jean-Christophe Spinosi pour la musique.

### Compagnie Suzanne M.
En 2016 Éric Vigner reprend sa compagnie et poursuit son travail à l’international. Au moment où la Roumanie tente d'inscrire le site de Targu Jiu au patrimoine mondial de l'Unesco et lance une souscription publique pour racheter "La sagesse de la terre", il met en scène le procès "Brancusi contre États-Unis" au Théâtre de l'Odéon à Bucarest, en y adjoignant la communication de l’Académie roumaine des Beaux Arts de 1954 qui refuse à Constantin Brâncuși le statut d’artiste national. Le texte est édité en Roumain chez Curtea Vecha et l’affiche est réalisée par l’artiste Mircea Cantor.
En 2017, à l’invitation du Théâtre National de Tirana, il fait entrer au répertoire la pièce de Victor Hugo "Lucrèce Borgia". La portée politique de l’œuvre fait écho à l’histoire de l’Albanie encore meurtrie par près de 50 ans de dictature autocrate. Ces deux propositions artistiques réalisées pour ces pays des Balkans interrogent le passé à l’heure de la construction européenne. Le spectacle est présenté au Festival du Théâtre National de Bretagne en Novembre 2017. En 2018, il poursuit sa recherche liée aux rites d’amour et de mort à partir du mythe de Tristan et Iseult. "Partage de midi" de Paul Claudel est créé au Théâtre National de Strasbourg. Le spectacle est présenté au Festival Croisements 2019 en Chine. Depuis Janvier 2020 il est directeur artistique du Théâtre Saint-Louis à Pau. En 2020, il met en scène Mithridate de Jean Racine au Théâtre National de Strasbourg. À l'automne 2022, il met en scène pour la première fois en France la pièce Les Enfants de Lucy Kirkwood (en) au Théâtre de l'Atelier à Paris.

### Centre de Recherche et de Création Théâtrale de Pau
En août 2022, il crée "Dom Juan A4" dans le cadre de "Molière 3.0" qui marque la première édition du Centre de Recherche et de Création Théâtrale de Pau (CRCTP). Ce centre unique en France, dont il est l'initiateur, est dédié principalement au répertoire français du XVIIème au XIXème siècle et associe étroitement la recherche, la création et la transmission dans un rapport immédiat au patrimoine architectural. En 2023, il ouvre un deuxième cycle de recherche sur "Musset" avec la pièce "Il faut qu'une porte soit ouverte ou fermée", dont il crée la version definitive en septembre 2024. 

## Cinéma

### Acteur
- 1987 : Chouans !, film de Philippe de Broca
- 1988 : Elvire Jouvet 40, film de Benoît Jacquot
- 1988 : Fragment II, film de Maria De Medeiros
- 2018 : Plaire, aimer et courir vite, film de Christophe Honoré

## Théâtre

### Acteur
- 1983 : L'Instruction de Peter Weiss, mise en scène Robert Angebaud, Rennes, église du Vieux Saint-Étienne
- 1984 : La Mort de Pompée de Pierre Corneille, mise en scène Brigitte Jaques-Wajeman, Lierre-Théâtre, Paris
- 1985 : Fantasio d'Alfred de Musset, mise en scène Vincent Garanger, CNSAD, Paris
- 1985 : Pusuda (Le Guetteur) de Cahit Atay, mise en scène François Kergourlay, TGP, Saint-Denis
- 1985 : Roméo et Juliette de Shakespeare, mise en scène René Jauneau, Festival de Valreas
- 1986 : Elvire Jouvet 40, mise en scène Brigitte Jaques-Wajeman, Théâtre national de Strasbourg, Théâtre de l'Athénée-Louis-Jouvet
- 1988 : L'Épreuve de Marivaux, mise en scène Jean-Pierre Miquel, Festival d'Avignon
- 1989 : Sophonisbe de Pierre Corneille, mise en scène Brigitte Jaques-Wajeman, Théâtre national de Chaillot, Paris
- 1989 : Horace de Pierre Corneille, mise en scène Brigitte Jaques-Wajeman, Théâtre national de Chaillot, Paris
- 1990 : Le Misanthrope de Molière, mise en scène Christian Colin, CDN de Gennevilliers

### Metteur en scène
- 1991 : La Maison d’os de Roland Dubillard, Festival d'Automne, Grande Arche de la Défense, Paris
- 1992 : Le Régiment de Sambre et Meuse d’après des œuvres de Allais, Céline, Genet, Courteline, Marc, Le Quartz, Brest, Théâtre de la Commune, Aubervilliers
- 1993 : La Pluie d'été de Marguerite Duras, CNSAD, Paris, Le Quartz, Brest, Théâtre de la Commune, Aubervilliers
- 1994 : Le Jeune Homme de Jean Audureau, Théâtre de la Commune, Aubervilliers
- 1994 : Reviens à toi (encore) de Gregory Motton, Odéon-Théâtre de l'Europe, Festival d'automne à Paris
- 1995 : Bajazet de Racine, Comédie-Française, Paris
- 1996 : L'Illusion comique de Corneille, CDDB-Théâtre de Lorient, Théâtre Nanterre-Amandiers
- 1996 : Brâncuși contre États-Unis, un procès historique, 1928, 50e Festival d'Avignon, Centre national d'art et de culture Georges-Pompidou, Paris
- 1998 : Toi cour, moi jardin de Jacques Rebotier, CDDB-Théâtre de Lorient
- 1998 : Marion de Lorme de Victor Hugo, Théâtre de la Ville, Paris
- 1998 : La Douleur de Marguerite Duras, CDDB-Théâtre de Lorient
- 1999 : L'École des femmes de Molière, Comédie-Française, Paris
- 2000 : Rhinocéros d'Eugène Ionesco, CDDB-Théâtre de Lorient
- 2001 : La Bête dans la jungle, adaptation Marguerite Duras d'après l'adaptation théâtrale de James Lord, John F. Kennedy Center for the Performing Arts, Washington, 2004
- 2002 : Savannah Bay de Marguerite Duras, entrée au répertoire, Comédie-Française, Paris
- 2003 : ...Où boivent les vaches de Roland Dubillard, Théâtre du Rond-Point, Paris
- 2006 : Pluie d’été à Hiroshima, d’après La Pluie d'été et Hiroshima mon amour de Marguerite Duras, 60e Festival d'Avignon, Cloître des Carmes, Théâtre Nanterre-Amandiers
- 2006 : Jusqu'à ce que la mort nous sépare de Rémi de Vos, Théâtre du Rond-Point, Paris, Espace Go, Montréal
- 2007 : Débrayage de Rémi de Vos, La Manufacture, Lausanne
- 2008 : Othello de William Shakespeare, Théâtre de l'Odéon, Paris
- 2009 : Sextett de Rémi de Vos, Théâtre du Rond-Point, Paris
- 2011 : La Place Royale de Pierre Corneille, CDDB-Théâtre de Lorient
- 2011 : Guantanamo de Frank Smith, CDN Orléans/Loiret/Centre
- 2012 : La Faculté de Christophe Honoré, Cours du Lycée Mistral, Festival d'Avignon
- 2014 : Tristan, d'Éric Vigner, CDDB-Théâtre de Lorient
- 2015 : L'Illusion comique de Corneille, CDDB-Théâtre de Lorient
- 2018 : Partage de midi de Paul Claudel, Théâtre National de Strasbourg[2]
- 2019 : Partage de midi de Paul Claudel, Théâtre de la Ville, Paris, Festival Croisements, Chine
- 2020 : Mithridate de Jean Racine, Théâtre national de Strasbourg
- 2022 : Dom Juan de Molière, Théâtre Saint-Louis, CRCTP Pau
- 2022 : Les Enfants de Lucy Kirkwood (en), Théâtre de l'Atelier, Paris
- 2024 : Il faut qu'une porte soit ouverte ou fermée de Alfred de Musset, Théâtre Saint-Louis, CRCTP Pau
- 2025 : Il ne faut jurer de rien de Alfred de Musset, Théâtre National de Bretagne, Rennes, CRCTP Pau

### International
- 1994 : Le Soir de l'Obériou - Elizavieta Bam de Daniil Harms, Laboratoire d'Anatoli Vassiliev, Moscou
- 1994 : La Pluie d’été de Marguerite Duras, Théâtre de la Taganka, Moscou, Théâtre dramatique de Nijni Novgorod
- 2001 : La Bête dans la jungle de Marguerite Duras d'après Henry James, John F. Kennedy Center for the Performing Arts, Washington
- 2004 : Le Jeu du kwi-jok ou Le Bourgeois gentilhomme de Molière et Lully, Théâtre national de Corée, Séoul
- 2007 : Le Barbier de Séville de Beaumarchais, Théâtre National de Tirana, Albanie
- 2007 : Savannah Bay de Marguerite Duras, Espace Go, Montréal
- 2008 : In the Solitude of Cotton Fields de Bernard-Marie Koltès, 7 Stages Theater, Atlanta
- 2013 : Gates to India Song, d’après Le Vice-Consul de Marguerite Duras, Festival Bonjour India, Bombay, Calcutta, Delhi
- 2016 : Brâncuși impotriva Americii, Théâtre de L'Odéon, Bucarest, Roumanie
- 2017 : Lukrecia Borxhia, de Victor Hugo, entrée au répertoire, Théâtre National d'Albanie, Tirana

### Scénographe
- 1983 : L'Instruction de Peter Weiss, mise en scène Robert Angebaud
- 1984 : La Casa nova de Carlo Goldoni, mise en scène Robert Angebaud
- 1984 : Peinture sur bois d'Ingmar Bergman, mise en scène François Kergoulay
- 1985 : Pusuda Le Guetteur de Cahit Atay, mise en scène François Kergourlay
- 1986 : La Place Royale de Pierre Corneille
- 1990 : La Maison d’os de Roland Dubillard
- 1992 : Le Régiment de Sambre et Meuse d'après les œuvres de Allais, Céline, Genet, Courteline, Marc
- 1993 : La Pluie d’été de Marguerite Duras
- 1993 : Le Soir de l'Obériou - Elizavieta Bam de Daniil Harms
- 1994 : Le Jeune Homme de Jean Audureau
- 1994 : Reviens à toi (encore) de Gregory Motton
- 1996 : L'Illusion comique de Pierre Corneille
- 1998 : Toi cour, moi jardin de Jacques Rebotier
- 2000 : Rhinocéros d'Eugène Ionesco
- 2001 : La Bête dans la jungle, adaptation de Marguerite Duras
- 2002 : Savannah Bay de Marguerite Duras
- 2003 : ...Où boivent les vaches de Roland Dubillard
- 2004 : Place des Héros de Thomas Bernhard, mise en scène Arthur Nauzyciel
- 2006 : Jusqu'à ce que la mort nous sépare de Rémi De Vos
- 2007 : Le Barbier de Séville de Beaumarchais
- 2007 : Débrayage de Rémi De Vos
- 2008 : In the Solitude of Cotton Fields de Bernard-Marie Koltès
- 2008 : Ordet de Kaj Munk, mise en scène d'Arthur Nauzyciel, Festival d'Avignon, Cloître des Carmes
- 2008 : Othello de William Shakespeare
- 2009 : Sextett de Rémi De Vos
- 2011 : La Place Royale de Pierre Corneille
- 2011 : Guantanamo de Frank Smith
- 2012 : La Faculté de Christophe Honoré
- 2013 : Gates to India Song d’après Le Vice-Consul de Marguerite Duras
- 2014 : Tristan d'Éric Vigner
- 2017 : Lucrèce Borgia de Victor Hugo
- 2018 : Partage de Midi de Paul Claudel
- 2020 : Mithridate de Jean Racine
- 2022 : Les Enfants de Lucy Kirkwood (en)
- 2024 : Il faut qu'une porte soit ouverte ou fermée de Alfred de Musset
- 2024 : Il ne faut jurer de rien de Alfred de Musset

## Opéra

### Metteur en scène
- 2000 : La Didone, opéra de Francesco Cavalli, direction musicale Christophe Rousset, Opéra de Lausanne
- 2003 : L'Empio punito, opéra d'Alessandro Melani, direction musicale Christophe Rousset, Oper Leipzig, Bachfest
- 2004 : Antigona, opéra de Tommaso Traetta, direction musicale Christophe Rousset, Opéra de Montpellier, Théâtre du Châtelet, Paris
- 2013 : Orlando, opéra de Georg Friedrich Haendel, direction musicale Jean-Christophe Spinosi, Théâtre du Capitole de Toulouse, Opéra royal du château de Versailles

### Scénographe
- 2000 : La Didone, opéra de Francesco Cavalli
- 2003 : L'Empio punito, opéra d'Alessandro Melani
- 2013 : Orlando, opéra de Georg Friedrich Haendel

## Performances
- 2013 : Brâncuși contre États-Unis, un procès historique, 1928, musée d'art moderne de la ville de Paris, salle Matisse ; Passerelle Centre d'art contemporain, Brest ; Les Abattoirs, Toulouse.
- 2014 : Chatting with Henri Matisse - The Lost 1941 Interview, d'après les conversations inédites menées par Pierre Couthion avec Henri Matisse, musée d'art moderne de la ville de Paris, salle Matisse.

## Œuvre
- 2011 : Art dans les chapelles, 20e édition, Notre-Dame du Cloître à Quistinic

## Prix et récompenses
- 1996 : Nomination aux Molières pour le meilleur spectacle de la décentralisation pour L'Illusion Comique
- 2003 : Prix régional à la création artistique pour Savannah Bay
- 2004 : Prix culturel France-Corée pour Le Jeu du kwi-jok ou Le Bourgeois gentilhomme
- 2007 : Prix du Festival International de Théâtre de Butrint pour Le Barbier de Séville
- 2011 : Prix du festival Bharat Rang Mahotsav pour Le Barbier de Sévillejuvénile
- 2015 :  Officier de l'ordre des Arts et des Lettres par l’arrêté du 17 juillet 2015[3].

## Master class
- 1989 : Maison du Geste et de l'Image à Paris
- 1993 : Conservatoire National Supérieur d’Art Dramatique (CNSAD), Atelier de sortie
- 1994 : Conservatoire National Supérieur d’Art Dramatique de Paris (CNSAD)
- 1996 : Théâtre Dijon Bourgogne CDN
- 1997 : École du TNS à Strasbourg, Atelier de sortie
- 1997 : École de la Comédie de Saint-Étienne
- 2001 : École du TNB à Rennes
- 2004 : CIFAS - Centre de formation en arts du spectacle à Bruxelles
- 2007 : Manufacture, Haute école de Suisse romande à Lausanne, Atelier de sortie
- 2009 : Université Paris X Nanterre, Master Pro 1
- 2010 : École nationale de théâtre du Canada à Montréal (ENT)
- 2011 : National Institute of Dramatic Art (NIDA) de Sydney, Australie
- 2012 : École nationale supérieure de théâtre du TnBA à Bordeaux
- 2014 : École du TNS à Strasbourg, Atelier de sortie
- 2022 : École du TNB à Rennes

### Films
- L'Illusion Comique de Pierre Corneille, réalisation Arnaud Emery 2015
- Tristan d'Éric Vigner, réalisation Arnaud Emery 2014
- Guantanamo de Frank Smith, réalisation Stéphane Pinot 2013
- La Faculté de Christophe Honoré, réalisation Simranjit Singh 2012
- La Place Royale de Pierre Corneille, réalisation Julien Condemine 2012
- Marguerite Duras : Théâtre, réalisation Elisabeth Coronel & Arnaud de Mezamat 1996
- La Pluie d'été de Marguerite Duras, réalisation Jacques André 1996

### Documentaires
- Durassong, documentaire de Jérémie Cuvillier pour la création de Gates to India Song d'après l'œuvre de Marguerite Duras, Festival Bonjour India 2013
- D'où tu viens, documentaire d'Olivier Bourbeillon sur Éric Vigner 2012

### Publications
- Éric Vigner, Un théâtre plasticien, L'Harmattan 2017
- Quarante-huit entrées en scène, Les Solitaires Intempestifs 2017
- Les Affiches du Théâtre de Lorient M/M (Paris), Les Presses du réel 2015
- Tristan d'Éric Vigner, Les Solitaires Intempestifs 2015
- Nouveau Romantique, avec Christophe Honoré, Éditions Universitaires d'Avignon 2013
- Othello de William Shakespeare, Traduction et adaptation de Rémi De Vos et Éric Vigner, Éditions Descartes Et Cie 2008